# Sex and Japan
Sex and Japan (不良姐御伝 猪の鹿お蝶?, Furyō anego den: Inoshika Ochō) è un film del 1973 diretto da Norifumi Suzuki.
Il film, di genere pinku eiga, ascrivibile al filone pinky violence, è conosciuto anche con il titolo internazionale di Sex and Fury.

## Trama
Nel 1886 una bambina vede morire sotto i suoi occhi il proprio padre. Questi, prima di morire, mostra alla bambina tre carte raffiguranti un cervo, un cinghiale e una farfalla. Nel 1905 la bambina, ormai divenuta una donna, è una ladra e esperta giocatrice d'azzardo. Il suo nome è Ochō, ed è molto abile con la spada. Un uomo sul punto di morte consegna alla donna i soldi da portare alla sorella, finita in un bordello. Una volta trovata la donna, la stessa Ocho scopre che è tenuta soggiogata da un diplomatico.
Per riscattare la ragazza, Ochō inizia una partita a poker con Caterina, l'amante dell'ambasciatore inglese. La partita viene però interrotta dall'arrivo di un rivoluzionario giapponese, amante segreto di Caterina e già incontrato e salvato da Ochō in precedenza. Ochō si trova così implicata in una complicata vicenda politica tra Giappone e Inghilterra, e alla fine riesce ad ottenere la sua vendetta, rimanendo però gravemente ferita e lasciando dietro di sé una lunga scia di sangue.

## Accoglienza
Il film lanciò l'attrice Reiko Ike, facendola divenire un'icona del genere pinky violence, e generò un sequel, intitolato Yasagure anego den: sōkatsu rinchi, diretto da Teruo Ishii e interpretato sempre dalla Ike nel 1973.